# Мирко Ковач
Мирко Ковач (Петровићи, код Никшићa, а 26. децембар 1938 — Ровињ, 19. август 2013) био је југословенски, српски,  црногорски и хрватски књижевник и сценариста. Аутор је више романа, збирки приповједака, есеја, ТВ-драма и филмских сценарија.

## Биографија
Студирао је на Академији за позориште, филм, радио и телевизију, одсјек драматургије, у Београду. Прва књига прозе Губилиште (1962) доживљава политичку и идеолошку осуду „због црне слике свијета“, а хајка на писца трајала је током цијеле 1963. године. Роман Моја сестра Елида излази 1965, а кратки роман Животопис Малвине Трифковић 1971. године, који је драматизован и изведен 1973. на сцени Атељеа 212 у Београду, те преведен на енглески, француски, италијански, холандски, мађарски и шведски. У Шведској је доживио три издања, а у Француској је изашао и као џепно издање у едицији Rivages poche. У Загребу му излазе романи Ругање с душом (1976); Врата од утробе (1978), који добија Нинову награду критике (1978), награду Жељезаре Сисак (1979) и награду библиотека Србије за најчитанију књигу (1980). Врата од утробе је вјероватно најбољи Ковачев роман, сложене постмодернистичке наративне технике, у коме се преклапају ауторова визура дједовске му Херцеговине у распону више деценија и спиритуалне дилеме вјерске и секуларне природе. Слиједе романи Увод у други живот (1983), те Кристалне решетке (Босанска књига, Сарајево, 1995).
Мирко Ковач био је против подизања Његошевог маузолеја. Сматрао је да је постојећа капела добро инкорпорирана у традицију те да Мештровићев пројекат асоцира на монументалне египатске храмове, што нема било какве везе са хришћанством које је било окосница живота владике.
Збирка новела Ране Луке Мештревића (1971) добија награду Милован Глишић, али му је та награда одузета 1973, а књига повучена из књижара и библиотека. Допуњено издање истоимене збирке излази 1980. године, а новој приповијеци из те књиге Слике из породичног албума Мештревића припала је Андрићева награда. Збирка приповједака Небески заручници излази 1987. и добија награду издавача БИГЗ.
Европска трулеж (1986), књига есеја, награђена је НИН-овом наградом Димитрије Туцовић. Допуњено и поправљено издање, под насловом Европска трулеж и други есеји, излази у Загребу 1994. Књига публицистичких текстова Бодеж у срцу објављена је у Београду 1995. У Хрватској је објављена и његова преписка са српским писцем Филипом Давидом Књига писама, 1992—1995. (Ферал трибјун, 1995)
Политички се ангажовао у време распада Југославије крајем 1980-их година, отворено се ставивши на хрватску страну, па је после многих непријатности, па и физичког напада емигрирао у Хрватску. У Сарајеву су му изашле Изабране књиге, у шест томова (Свјетлост, 1990). Написао је сценарија за филмове: Мали војници, Лисице, Окупација у 26 слика, Пад Италије, Тетовирање и др. Аутор је више ТВ и радио-драма. У Подгорици му је 2005. објављена драма Лажни цар. Књиге су му превођене на њемачки, француски, италијански, енглески, шведски, холандски, пољски, мађарски и др.
Од 1991. године живео је у Ровињу, где је и умро 2013. године. После пресељења у Хрватску књиге које је првобитно писао на екавици је почео да издаје на јекавици.

## Награде
Добио је интернационалну награду Тухолски (енгл. Tucholsky Prize) шведског ПЕН-центра за 1993, те 1995. године Хердерову награду за књижевност. Добио је још и словеначку награду Виленица, босанскохерцеговачке награде Босански стећак и Меша Селимовић, црногорске награде 13. јул, Стефан Митров Љубиша и Његошеву награду, као и хрватске награде Владимир Назор, Аугуст Шеноа, награду Јутарњег листа и награде Киклоп (два пута за прозно дело године, књигу есеја године и за животно дело).